# Lamborghini Faena

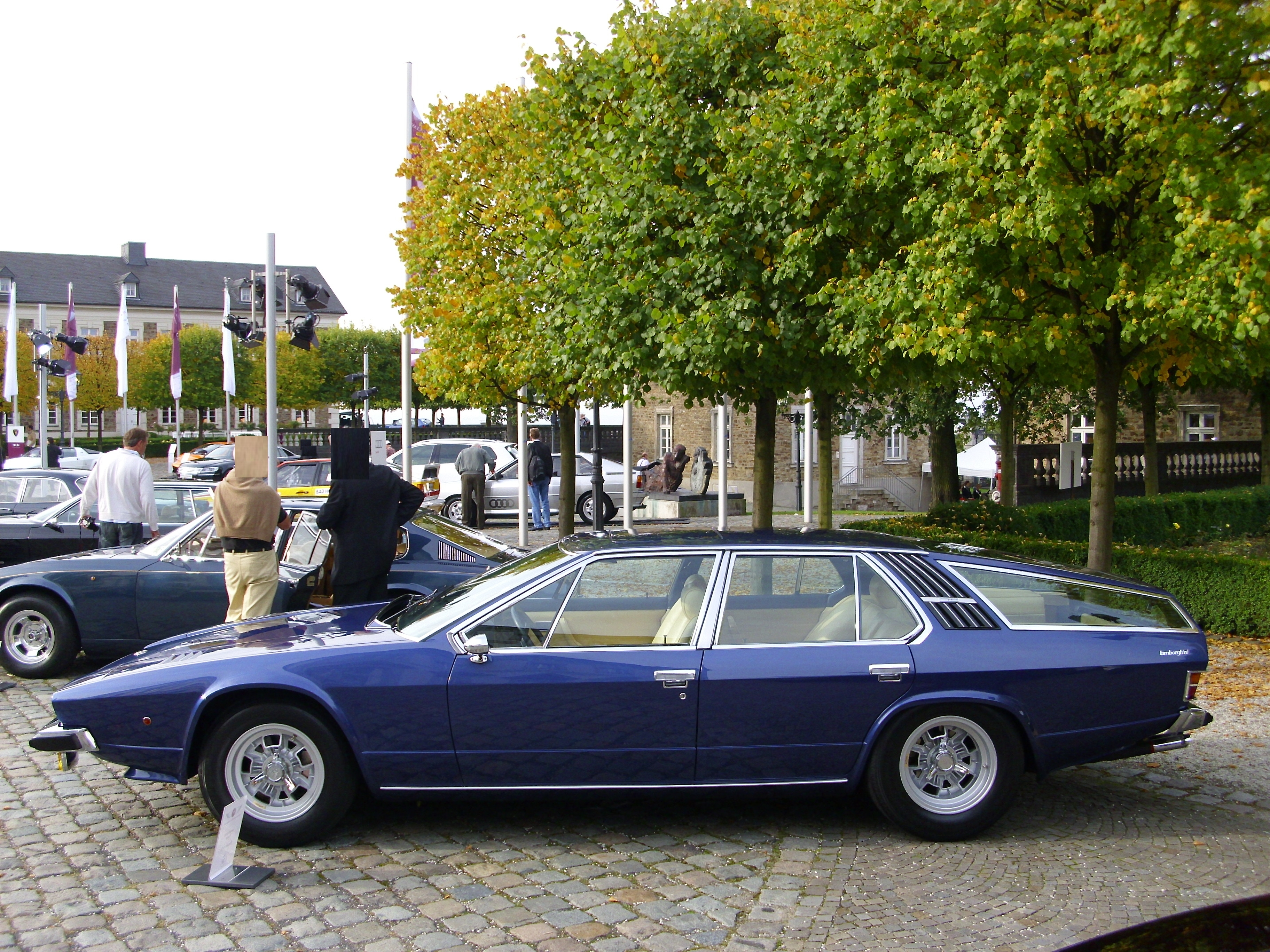
„Viertüriges Fließheckcoupé“: Lamborghini Faena

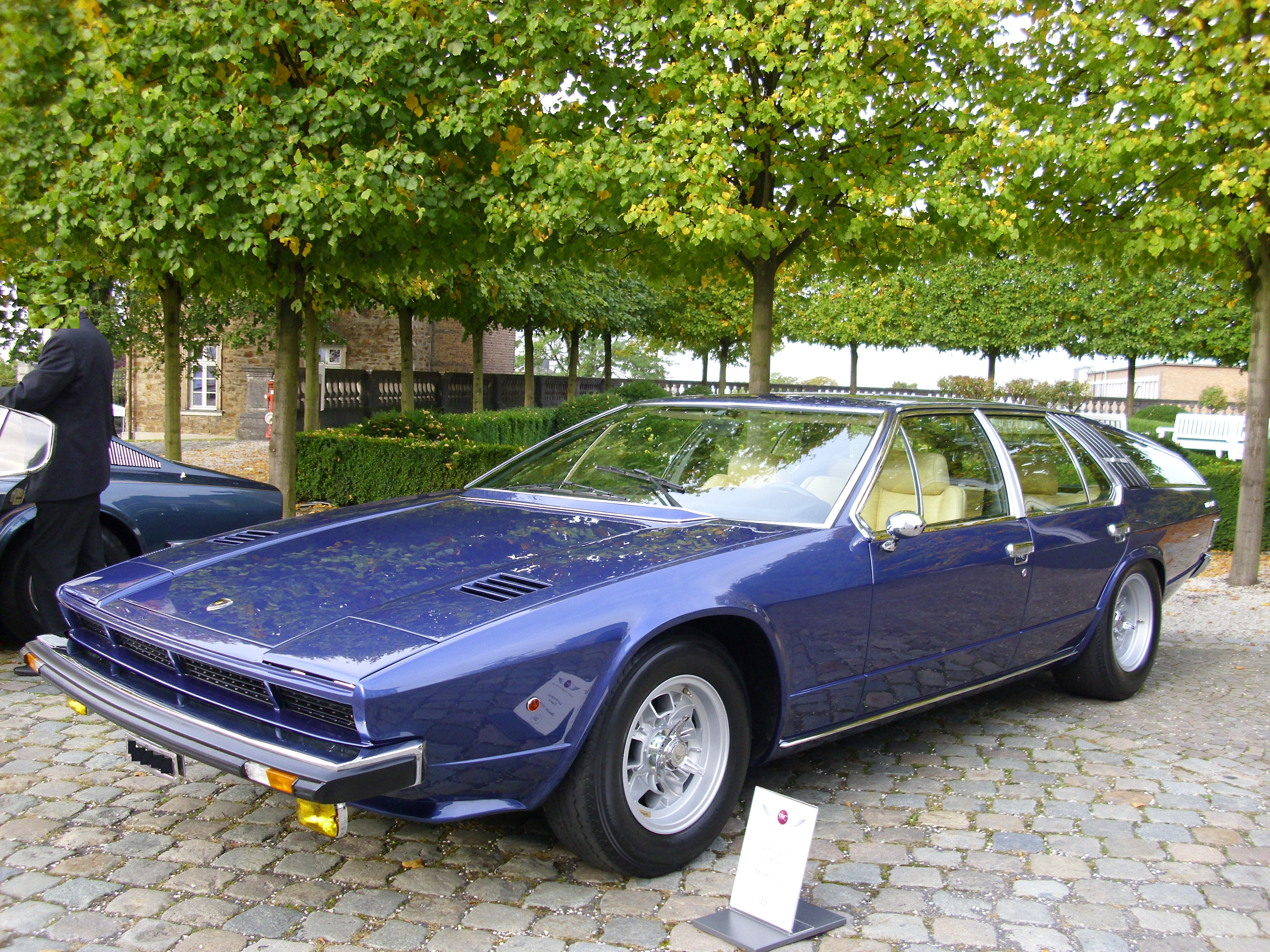
Frontansicht

Der Lamborghini Faena ist ein viertüriges Konzeptfahrzeug von Pietro Frua, das in technischer Hinsicht auf dem Lamborghini Espada basiert. Es entstand 1978 als Einzelstück und war eines der letzten Modelle, die der 1983 verstorbene Frua realisierte.

## Entstehungsgeschichte
Der Faena war ein Vorschlag Fruas für einen möglichen Nachfolger des zweitürigen, viersitzigen Lamborghini Espada.
In der Literatur wird der Faena vielfach als viertüriges Fließheckcoupé bezeichnet, andere sehen in ihm einen viertürigen Shooting Brake. Es war ein langes, flaches Fahrzeug mit einem Kombiheck, dessen Proportionen in etwa denen des Espada entsprachen. Die Dachlinie fiel hinter der C-Säule ab; an ihrem Ende befand sich wie beim Espada eine steil stehende Heckscheibe. Die horizontal angeordneten Rückleuchten stammten vom Citroën SM. Die Frontpartie war leicht keilförmig gestaltet. Sie hatte einen über die ganze Wagenbreite reichenden Kühlergrill; darüber befanden sich Klappscheinwerfer. Stilistisch knüpfte Frua an seine früheren Entwürfe an: Die Fahrzeugfront entsprach der eines Coupés, das Frua 1975 auf der Basis eines BMW konstruiert hatte, und die Form der hinteren Seitenlinie war an die eines Entwurfs für ein Audi-Coupé angelehnt. Der Innenraum war mit vier Einzelsitzen ausgestattet.
In technischer Hinsicht behielt Frua die Basis des Lamborghini Espada weitgehend unverändert bei. Grundlage des Faena war ein 1970 hergestellter Espada (Serie 2), der an einen Kunden in Venezuela geliefert wurde (Chassisnummer 8224). Ende 1977 übernahm Frua das Fahrzeug. Die einzige Änderung war eine Verlängerung des Radstands um 18 cm, die dazu diente, den Fußraum im Fahrzeugfond zu vergrößern.
Der Faena entstand in den ersten Monaten des Jahres 1978. Er wurde auf dem Turiner Autosalon im Mai 1978 erstmals vorgestellt; hier stand er auf dem Messestand Fruas. Zwei Jahre später erschien das Auto noch einmal auf dem Genfer Auto-Salon, diesmal auf Lamborghinis Stand. Einen Monat später kaufte ein Schweizer Privatier das Auto. Seitdem steht es mit wechselnden Besitzern in der Schweiz. Nach einer Restaurierung im Jahr 2006 wird es gelegentlich auf Ausstellungen gezeigt.